# Maasvlakte Airport
Maasvlakte Airport is een voormalig klein vliegveld geschikt voor ultralightvliegtuigen in de buurt van Rotterdam.
Een plan om het vliegveld naar het zuiden te verplaatsen stuitte op verzet van bewoners.